# 880 v.Chr.

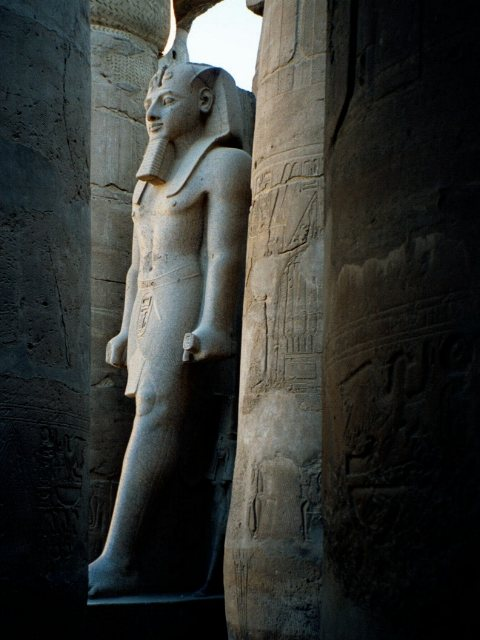
Tempel van Luxor

Het jaar 880 v.Chr. is een jaartal in de 9e eeuw v.Chr. volgens de christelijke jaartelling.

## Gebeurtenissen

### Egypte
- Tijdens het bewind van Takelot I vindt er een uitzonderlijk hoge Nijl-overstroming plaats.
- Volgens de inscripties in de Tempel van Luxor worden "alle tempels van Thebe in moerassen veranderd".